# Truljalia citri
Truljalia citri är en insektsart som först beskrevs av Bei-bienko 1956.  Truljalia citri ingår i släktet Truljalia och familjen syrsor. Inga underarter finns listade i Catalogue of Life.